# Anuropus branchiatus
Anuropus branchiatus là một loài chân đều trong họ Anuropidae. Loài này được Beddard miêu tả khoa học năm 1886.